# Македонска студентска трибуна
„Македонска студентска трибуна“ с подзаглавие Орган на македонското студентство – ратник за образуване на МОНСС е български комунистически вестник, орган Македонската народна студентска група на студенти емигранти от Македония.
Печата се в тираж от 1500 броя. Основни редактори са Константин Коняров, Коста Веселинов, Коста Николов, Михаил Сматракалев, Васил Хаджикимов. Вестникът е продължение на „Македонски студентски лист“, издаван в 1932 година от Д. Петков. Вестникът е неофициален орган на ВМРО (обединена) и се бори за образуване на Македонски общ народен студентски съюз. Печата се в печатница И. Аргоети. Забранен е след четвъртия си брой. Продължава съществуването си като вестник „Македонска младеж“.
| Годишнина | Броеве | Дата                            |
| --------- | ------ | ------------------------------- |
| I         | 1      | 1 юни 1932                      |
| II        | 1 -3   | 29 октомври 1932 – 5 април 1933 |